# 大友政親
大友 政親（おおとも まさちか）は、室町時代から戦国時代にかけての武将・守護大名。豊後国大友氏の16代当主。15代当主・大友親繁の長男。

## 生涯
文明5年（1473年）、父親繁の隠居により家督を継ぎ、当時の室町幕府の将軍・足利義政（同年、子の義尚に将軍職を譲る）より偏諱を賜って政親を名乗る。同9年（1477年）、前将軍・義政から家督相続の允許を得て、豊後・筑後両国の守護に任じられる（寛正3年（1462年）の時点で既に政親に両国の守護職は認められた旨の記録もある）。
応仁元年（1467年）の応仁の乱以後から大友家内部で続く混乱で、当主の座に居続けることが嫌になったのか、文明16年（1484年）、子親豊（後の義右）に家督を譲って隠居してしまう。しかし、親豊の母は大内氏の娘であったことから大内氏の干渉は止まず、また従兄弟の大聖院宗心（13代当主大友親綱の六男）が政親と親豊の離間を図り盛んに暗躍していたこともあって、家中は政親派と親豊派に分裂していく。
文明19年/長享元年（1487年）、父子は一時的に和解したものの、長享3年/延徳元年（1489年）に政親の異母弟に当たる日田親胤が謀反を起こすと、宗心は親豊に親胤の謀反は政親の差し金と讒言、これを信じた親豊は再び政親との対立を深める。
明応2年（1493年）、明応の政変が勃発した際には、政親は足利義高（義澄）を、義右（親豊）は大内義興と共に足利義材（義稙）を支持。この後も政親派の田原親宗（田原親述の父）が義右を一時追放するなど混乱が続く。
明応5年（1496年）5月3日、政親は筑前国へ逐電したが、僅か14日後に義右が急逝すると、義右と対立していた政親が毒殺したという噂が流れる中、帰国した政親は実権を取り戻し北九州の大内領侵攻のために兵を挙げた。しかし、海路立花山城を目指した船は遭難し、大内氏の本拠地である長門国に辿り着いてしまう。激怒した大内義興が差し向けた杉信濃守に赤間関で捕らえられ、長門舟木地蔵院にて切腹させられた。享年53。
政親の死後、家督は実弟の親治が継承し、家中の混乱を収めた。のち天文7年（1536年）、家臣であった小倉氏が臼杵市戸室に御霊社を建立し、政親の霊を祀っている。

## 偏諱を受けた人物
名前の2文字目「親」の字は元々、大友氏一族の通字として用いられている字であるため、これに該当する家系に関しては省略、明らかに政親の代にこの字を賜っていると思われる人物のみを掲載する。
- 大野親基（おおの ちかもと） - 豊後大野氏第21代当主。
- 蒲池親久（かまち ちかひさ） - 蒲池繁久の嫡男、子に蒲池治久、久弘、安武親則。
- 朽網親満（くたみ ちかみつ）
- 黒木親実（くろき ちかざね）
- 賀来政綱   (かく まさつな) 将監 薙刀を好みとする。嫡子に賀来五郎左衛門治綱、治綱の弟に賀来紀伊守惟重